# Paul von Radivojevich
Paul von Radivojevich (Szentendre, 1759 – Verona, 25 luglio 1829) è stato un militare austriaco. Fu particolarmente attivo durante le guerre rivoluzionarie francesi e le guerre napoleoniche.

## Biografia

### Dai primi anni al 1813
Nacque nel 1759 a Szentendre, nei pressi di Budapest, nel Regno d’Ungheria, da una famiglia di religione serba. Intraprese la carriera militare il 19 aprile 1782 come cadetto nel reggimento delle frontiere militari di Peterwardein. Fu promosso alfiere nel 1786, sottotenente nel 1788 e tenente nel gennaio 1790. In seguito fu assegnato allo squadrone di ussari del Freikorp Knesevich, e poi reintegrato nel reggimento di Peterwardein nel dicembre 1790. Nel 1792 entrò nel corpo franco serbo, con cui ottenne il grado di capitano nel 1793 e di maggiore nel 1796. Nello stesso anno prese parte ai combattimenti contro i francesi, distinguendosi nella battaglia di Wissembourg.
Fu promosso tenente colonnello nel marzo 1800 e colonnello nel settembre dello stesso anno. Servì poi in diversi reggimenti: prima nel reggimento di Thurn, poi in quello di Stuart e infine, dal 1804, nel 7° reggimento di fanteria Grenz Broder. Durante la guerra della Terza Coalizione partecipò alle battaglie di Dürenstein e di Austerlitz. Nel 1807 fu promosso maggior generale. Nel 1809, nel contesto della guerra della Quinta coalizione, si trovò al comando di una brigata nella divisione di Annibale Sommariva del IV Corpo del principe di Orsini-Rosenberg: partecipò alla battaglia di Eckmühl e alla vittoria di Gefrees, operando sotto il comando del generale Kienmayer. Il 25 agosto di quello stesso anno fu promosso tenente feldmaresciallo. Negli anni successivi ricoprì numerosi incarichi di alto livello: nel 1810-1811 fu comandante del distretto del Banato della Frontiera Militare, venendo poi appuntato come il secondo Inhaber del 14° reggimento di fanteria, mentre nel 1812 diresse il Corpo di Osservazione in Transilvania.

### La guerra in Italia

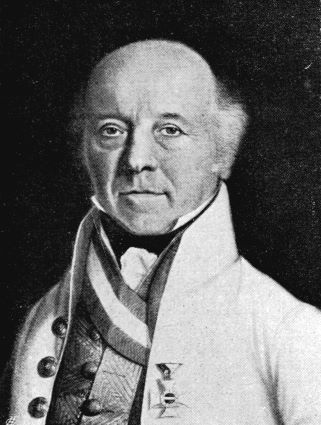
Johann von Hiller

Nell'agosto del 1813 comandò una divisione dell'esercito dell'Austria Interna di Johann von Hiller. Radivojevich diresse tre brigate sotto Ignaz Csivich, Matthias Rebrovich e Laval Nugent. Ai 10000 soldati di Radivojevich fu ordinato di invadere le Province Illiriche a sud, mentre Hiller attaccava a nord. La popolazione locale, mai veramente integratasi con gli invasori francesi, insorse alla notizia dell'arrivo delle truppe austriache, facilitando il compito di Radivojech. Le sue truppe catturarono rapidamente Karlovac e Novo Mesto. Mentre Hiller subì due sconfitte a Villach alla fine di agosto e nella battaglia di Feistritz il 6 settembre, le colonne di Radivojevich ottennero una serie di successi. La divisione di Nugent sconfisse una forza italiana a Lippa il 7 settembre 1813. Nonostante una sconfitta subita da Nugent a Jelschane il 14 settembre, i progressi dell'ala di Radivojevich furono consistenti: i francesi furono progressivamente respinti e lo stesso comandante ottenne una buona vittoria a Circonio contro Palombini. Il 5 ottobre l'esercito franco-italiano di Eugenio di Beauharnais abbandonò l'Illiria e si ritirò fino al fiume Isonzo.
Nell'ottobre 1813, Radivojevich fu nominato comandante del Corpo dell'ala sinistra, che avrebbe guidato fino alla fine della campagna del 1814. L'avanguardia del suo corpo d'armata giunse a Gradisca nei primi giorni dell'ottobre 1813. Dopo aver saputo che l'8 ottobre il Regno di Baviera era passato alla Coalizione, il 16 Eugenio iniziò a ritirarsi verso il fiume Adige, onde evitare un completo accerchiamento. Nella speranza di tagliare fuori Eugenio da Verona, Hiller ordinò a Radivojevich di esercitare una pressione frontale sui franco-italiani mentre tre brigate furono inviate ad aggirare il fianco sinistro dei napoleonici nel Tirolo. Nella battaglia di Bassano del 31 ottobre, i franco-italiani respinsero una delle colonne di fiancheggiamento di Hiller. Grazie all'efficace azione di retroguardia contro le colonne in arrivo di Radivojevich, l'esercito di Eugenio riuscì a raggiungere in tranquillità l'Adige nella prima settimana di novembre. Poiché Radivojevich fu costretto a distaccare truppe per sorvegliare e bloccare le fortezze di Venezia, Palmanova e Osoppo, il suo corpo non fu più in grado di minacciare seriamente la linea dell'Adige. Quando Hiller esplorò la linea dell'Adige nei pressi di Verona, Eugenio reagì lanciando un contrattacco: i suoi uomini assaltarono le posizioni austriache di Caldiero. Gli austriaci furono sconfitti, perdendo 1500 uomini tra morti e feriti, più 900 prigionieri e due cannoni catturati. I franco-italiani persero solo 500 tra morti e feriti su un totale di 16000.

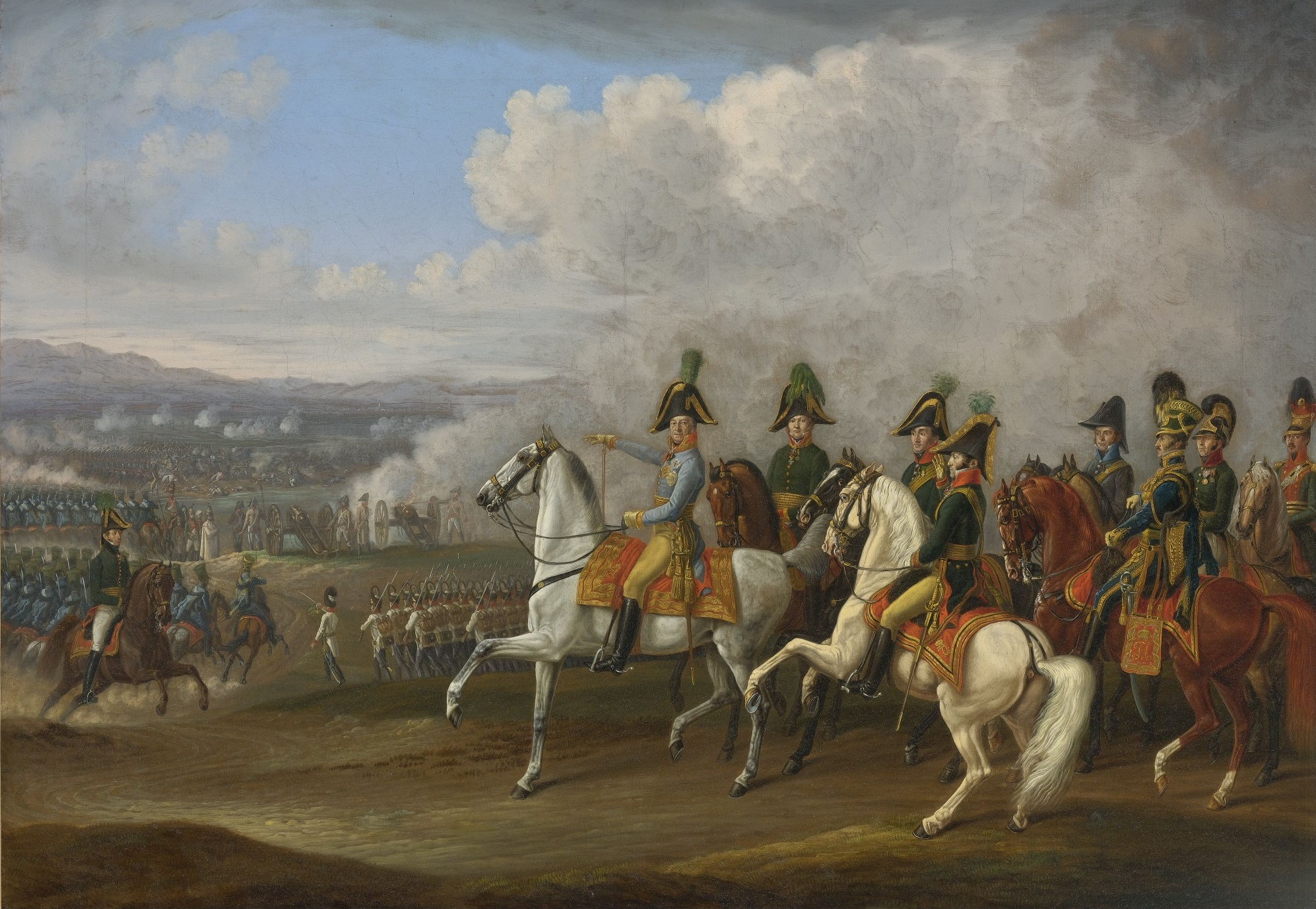
Bellegarde ed i suoi ufficiali alla battaglia del Mincio

Insoddisfatto dell'inattività di Hiller, l'Hofkriegsrat lo sostituì con il conte Heinrich von Bellegarde. Quando Gioacchino Murat disertò per passare alla Coalizione nel gennaio 1814, portando con sé l'esercito del Regno di Napoli, Eugenio abbandonò la linea dell'Adige e si ritirò sul fiume Mincio. Nella speranza di assicurarsi una testa di ponte oltre il Mincio, Bellegarde mise in moto il suo esercito. Casualmente, lo stesso giorno, Eugenio decise di respingere gli avamposti austriaci. Queste azioni diedero origine alla battaglia del Mincio dell'8 febbraio 1814. L'esito della battaglia fu piuttosto incerto: entrambi gli eserciti, alla fine dello scontro occuparono nuovamente le posizioni dalle quali erano partiti, avendo subito entrambi, grosso modo, perdite simili. Accompagnata da Bellegarde, l'ala destra di Radivojevich attraversò il Mincio a Borghetto, vicino a Valeggio, e cominciò a respingere la debole ala sinistra di Eugenio, guidata dal generale Verdier. Nel frattempo, il viceré compiva il suo sforzo principale sulla destra rinforzato dal corpo di Grenier. Le due colonne attraversarono il fiume e, dopo pesanti combattimenti nei pressi di Pozzolo, cominciarono ad abbattere l'ala sinistra austriaca. Sull'altra sponda, sebbene in inferiorità numerica di tre a uno, gli uomini di Verdier si dimostrarono inaspettatamente tenaci e resistettero per gran parte della giornata. Quando Eugenio e Grenier si avvicinarono a Valeggio da sud, minacciando di tagliare fuori gli austriaci dalla riva orientale, Bellegarde e Radivojevich ritirarono frettolosamente i loro soldati. Un nuovo attacco fu tentato due giorni dopo ma senza successo. Scoraggiato, Bellegarde non tentò più di rompere la linea del Mincio durante la campagna.

### I Cento giorni e gli ultimi anni

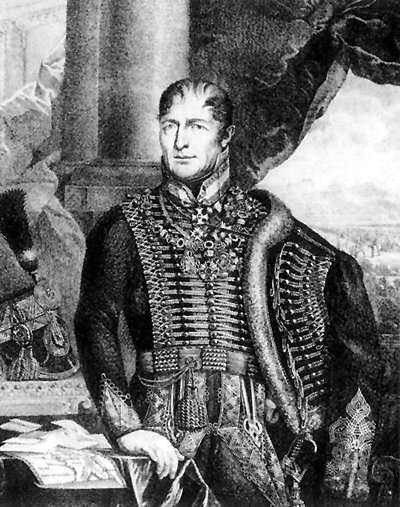
Johann Frimont

Al ritorno di Napoleone dall'Elba, l'esercito francese si mobilitò per difendere i propri confini e il maresciallo Suchet fu incaricato di dirigere le difese della Francia dalle Alpi al Mediterraneo. Radivojevich fu impiegato in questo fronte, sotto il comando del generale Johann Frimont, assumendo il comando del I corpo. Frimont inviò Bubna, responsabile del II corpo, ed i piemontesi verso il passo del Moncenisio mentre Radivojevich ed il resto dell'esercito si sarebbero mossi attraverso il passo del Sempione per giungere a Ginevra e cogliere alle spalle l'armata francese. Dopo un'iniziale buona prestazione dei francesi, la differenza in termini numerici iniziò a pesare sugli esiti degli scontri. Gli austro-piemontesi erano in piena avanzata quando la notizia dell'abdicazione dell'imperatore giunse, ponendo fine ai combattimenti.
Cessata la guerra, Radivojevich assunse il comando del Corpo di riserva dell'esercito d'Italia da luglio a ottobre 1815, quando fu brevemente il comandante in carica dell'esercito. Fu nominato Inhaber del Reggimento di Fanteria Radivojevich Nr. 48 nel novembre 1815. Sempre nel 1815 Radivojevich ricevette la medaglia russa dell'Ordine di Sant'Anna di I Classe e più tardi l'onorificenza piemontese dell'Ordine dei Santi Maurizio e Lazzaro.
Divenne consigliere privato imperiale il 2 dicembre 1816. Nel febbraio 1823 gli fu assegnato il comando del distretto di Warasdin-Karlstadt della Frontiera Militare. Il 13 aprile 1826 ricevette il titolo nobiliare di Freiherr e tre anni più tardi, il 18 febbraio 1829, fu investito del grado di feldzeugmeister. Fu vicecomandante del Lombardo-Veneto dal marzo 1829 fino alla sua morte, avvenuta il 15 luglio 1829 a Verona.